# Марокко на зимових Олімпійських іграх 2010
Марокко на зимових Олімпійських іграх 2010 було представлене 1 спортсменом в 1 виді спорту.

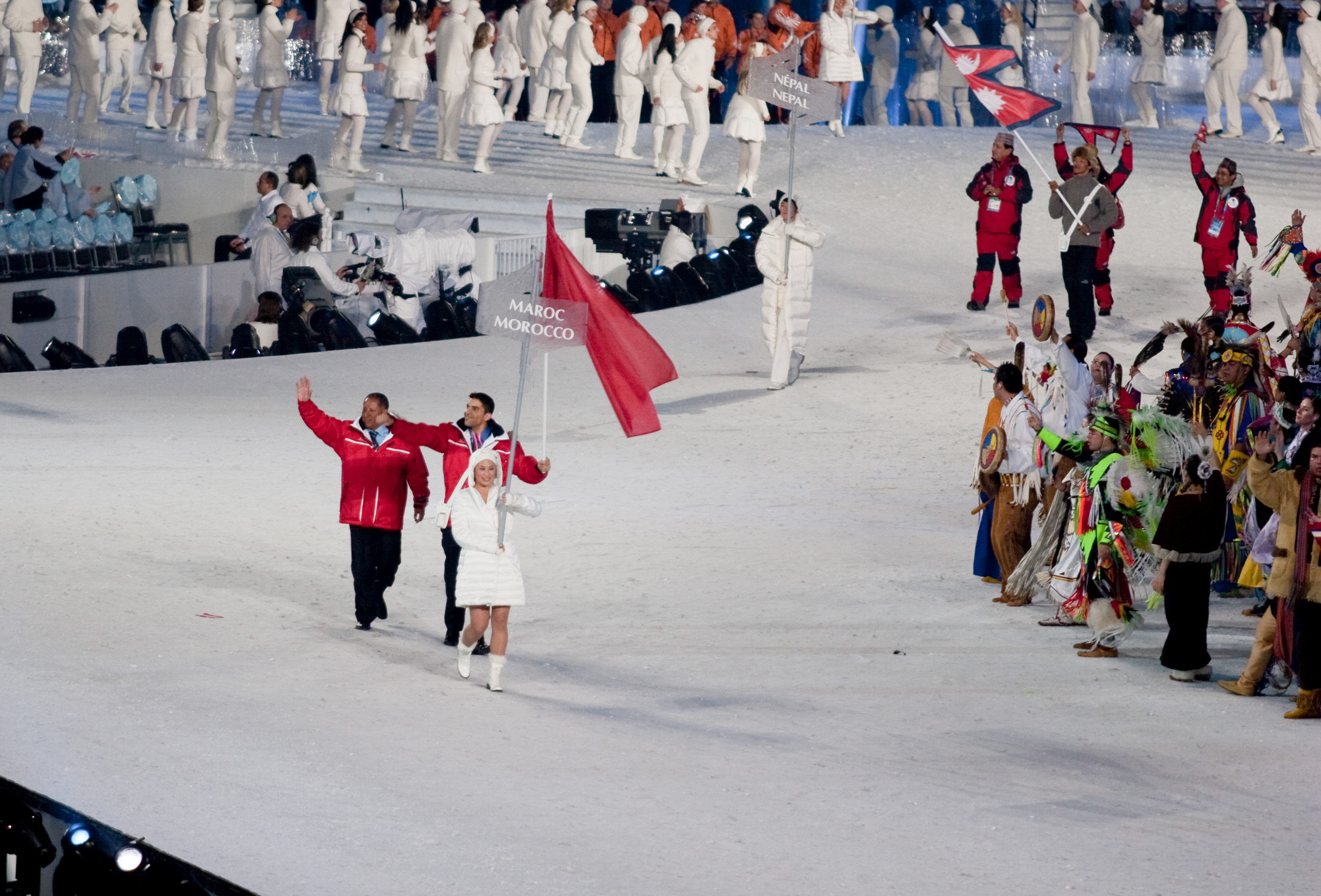
Збірна Марокко під час Параду націй на церемонії відкриття Олімпіади